# 界牌镇 (滨海县)
界牌镇，是中华人民共和国江苏省盐城市滨海县下辖的一个乡镇级行政单位。

## 行政区划
界牌镇下辖以下地区：
陆集社区、周庄村、官庄村、冯庄村、界牌村、淮南村、众兴村、条河村、华林村、冲边村、三坝村、大于庄村、许家圩村、吉港村、双龙港村、镇南村、双巨村、新巨村、兴和村、淮河村和竹林村。